# Lo Barp
Lo Barp (en francès Le Barp) és un municipi francès situat al departament de la Gironda i a la regió de la Nova Aquitània.

## Demografia
| 1962                                       | 1968 | 1975  | 1982  | 1990  | 1999  | 2007  |
| ------------------------------------------ | ---- | ----- | ----- | ----- | ----- | ----- |
| 892                                        | 958  | 1.303 | 2.238 | 2.584 | 3.242 | 4.374 |
| Des de 1962: població sense dobles comptes |      |       |       |       |       |       |

## Administració
| Període   | Identitat         | Partit |
| --------- | ----------------- | ------ |
| 1989-2001 | Guy Pellerin      |        |
| 2001-2007 | Danièle Born      | PS     |
| 2007-     | Christiane Dornon | UMP    |